# Whizz Vienna

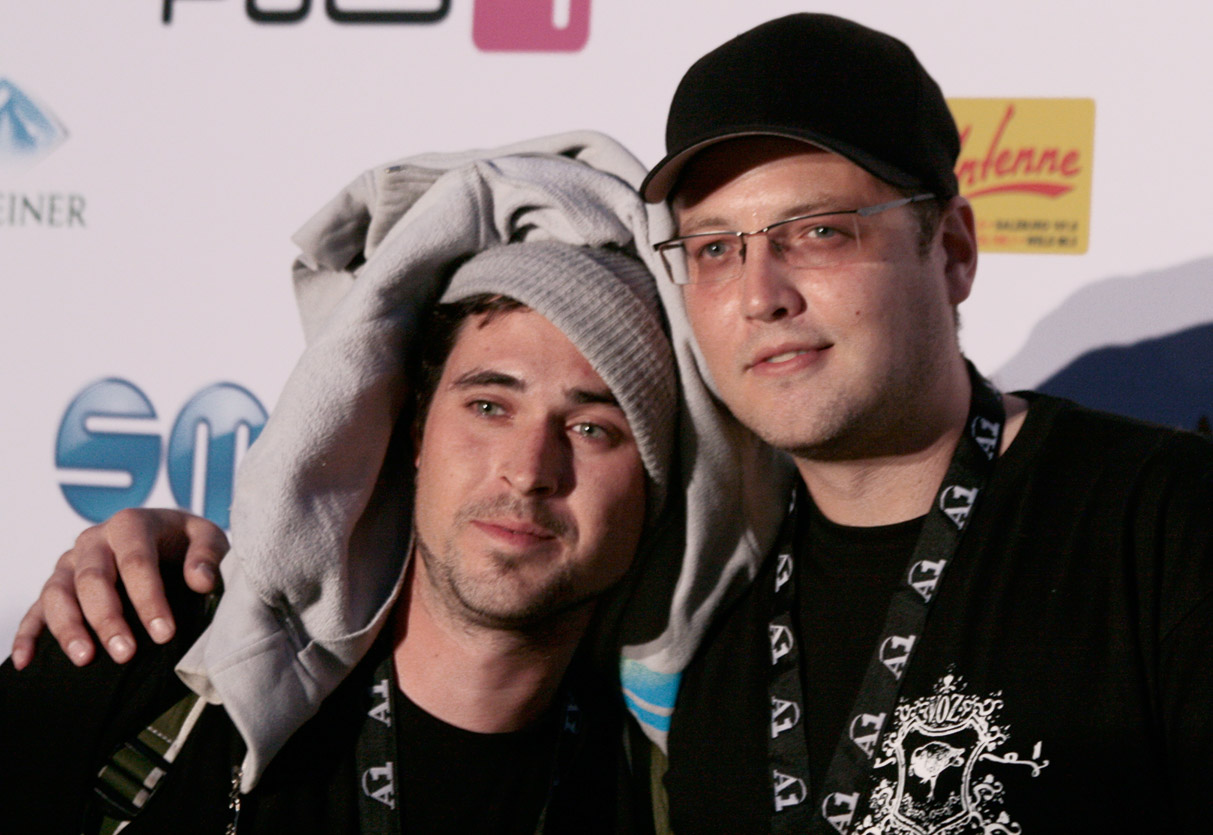
Kamp und Whizz Vienna (2009)

Whizz Vienna (eigentlich Oliver Müllner) ist ein österreichischer Musiker aus Wien.

## Leben
Whizz Vienna ist seit 1995 als Musikproduzent aktiv. Unter dem Namen „Ölee“ bildete er zusammen mit Trishes und F.L.O. (Florian Scheibein) die österreichische Hip-Hop-Band Kaputtnicks. Diese erregte Aufmerksamkeit mit ihrer einzigen Veröffentlichung Brief An Den Bundeskanzler (2000), gegen die die FPÖ ohne Erfolg klagte. 2001 gründete Whizz Vienna gemeinsam mit Trishes das Label Beattown, über das er unter anderem Platten seiner Bands Unison (mit DJ Crum und Shnek) und Herwig & Alois (mit Kamp) herausbrachte. Whizz Vienna und Trishes hatten in den folgenden Jahren bedeutenden Einfluss auf die österreichische Hip-Hop-Szene und gehören zu ihren geläufigsten Vertretern. 2009 veröffentlichten Kamp und Whizz Vienna als Kamp & Whizz das Boom-Bap-Album Versager ohne Zukunft. Hierbei übernahm Whizz Vienna die Produktion und unterlegte Kamps Rap-Gesang mit passenden, auf Soul-Sampeln basierenden Beats. Für dieses Album waren sie bei der Amadeus-Verleihung 2009 in der Kategorie „Album des Jahres“ nominiert. Im Februar 2022 veröffentlichte Whizz Vienna das Album The Souloist, welches neben wiederentdeckten Beats auch Gesangselemente der Rapper Kamp und Prinz Pi enthält.

## Diskografie

### Alben
- 2022: The Souloist
- 2009: Versager ohne Zukunft
- 2006: Beats Pt.3
- 2005: Fly Beattown!
- 2004: Every Town Is Beattown
- 2003: Beattown 02